# Massive Ordnance Penetrator

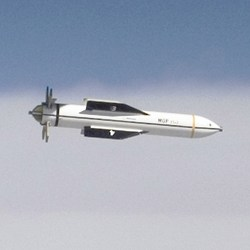
GBU-57A/B MOP

GBU-57A/B Massive Ordnance Penetrator (MOP) é uma bomba anti-bunker de 14.000 kg e teleguiada. Ela é substancialmente maior do que as armas anti-bunker mais profundas anteriormente disponíveis, como o GBU-28 de 2.300 kg e GBU-37.
O primeiro uso em combate do GBU-57 MOP foi durante o ataque americano às instalações nucleares Iranianas em 22 de Junho de 2025, quando sete bombardeiros B2 Spirit Stealth lançaram um total de quatorze bombas GBU-57 na Usina de Enriquecimento de Combustível de Fordo e na Instalação Nuclear de Natanz.